# Culture.pl
Culture.pl — интернет-портал, проект, посвящённый польской культуре, основанный Институтом Адама Мицкевича в марте 2001 года и финансируемый правительством Польши. Цель проекта — продвижение польского языка и культуры за пределами Польши.
Портал существует в польской, английской и русской языковых версиях и содержит статьи на тему польской архитектуры, дизайна, кино, литературы, музыки, театра, визуальных искусств, фотографии и кухни. Кроме того, на сайте опубликованы статьи о деятелях польской культуры и их произведениях, а также множество фотогалерей и видеороликов.

## Структура
По данным самого портала, на нем опубликовано более 50 000 статей на разные темы. В 2020 году портал посетило более восьми миллионов уникальных пользователей.
Портал был основан в июле 2001 года. Проект задумал и разработал Анджей Любомирский, который также был главным редактором до 2008 года. Позже главными редакторами портала были: Марек Ханке (до 2009 года), Эльжбета Савицкая (до 2012 г.), Вероника Костырко (до 2016 г.), Джон Бичем (до 2017 г.) и Иоанна Стрыйчик (до 2019 г.). С 2019 года главный редактор портала — Марцин Пешчик. 
В 2004 году на Culture.pl появилась английская секция, а в 2015 году стартовала версия сайта на русском языке. Кроме того, на портале публикуются тексты на украинском, белорусском, китайском, корейском и японском языках. В июне 2016 года Culture.pl выпустил четыре мультимедийных путеводителя на английском языке названием «Путеводитель иностранца по польской культуре», посвященных кино, электронной музыке, фотографии и польскому языку.
В августе 2017 года в английской секции Culture.pl стартовал подкаст под названием Stories From The Eastern West (англ. «Истории с восточного Запада»), рассказывающий о неизвестной истории Центральной и Восточной Европы. В августе 2019 вышел мини-подкаст The Final Curtain (англ. «Последний занавес») о распаде Восточного блока .
В декабре 2018 года, в честь столетия восстановления независимости Польши, английская секция Culture.pl выпустила книгу Quarks, Elephants & Pierogi: Poland in 100 Words («Кварки, слоны и вареники: Польша в 100 словах»), в которой занимательным способом рассказывается о словах, важных для понимания польской культуры. Книга появилась по инициативе Сильвии Яблонской, тексты написали Миколай Глиньский, Мэтью Дэвис и Адам Жулавский, а иллюстрации подготовила художница Магдалена Бурдзыньская.
В феврале 2019 года Culture.pl выпустил мультимедийный проект «Польша — где это?», в котором подробно рассказывается о существовании Польши во время разделов.
В 2020 году в русской версии портала состоялась премьера образовательного видеопроекта «Польский с Полей», посвященного особенностям польского языка.

## Награды
В 2010 году Culture.pl был признан лучшим польскоязычным культурным порталом в интернете по мнению ежемесячного издания Press.
В 2015 году портал стал победителем ежегодной премии польского телеканала TVP Kultura «Гарантия культуры» в категории «Культура в сети».
В 2019 году книга Quarks, Elephants & Pierogi: Poland in 100 Words получила главную награду в категории «Путеводител» на конкурсе «Самые красивые книги 2018 года», организованном Польским обществом книгоиздателей.